# Mosorska gušterica
Mosorska gušterica (latinski: Dinarolacerta mosorensis) vrsta je guštera iz porodice Lacertidae. Nalazimo je u Bosni i Hercegovini, Hrvatskoj, Srbiji i Crnoj Gori. Njegova prirodna staništa su borelske šume, grmlje i stjenovita područja. Prijeti mu gubitak staništa. 

## Opis
Mosorska gušterica je spljošteni gušter s dugom glavom i vitkim repom. Raste do duljine od oko 7 cm, a s repom je otprilike dvostruko dužim. Donja površina je pomalo sjajna i smeđo-sivkaske ili maslinasto-smeđe boje s tamnijim pjegavim pjegama. Bočni bokovi su obično tamnije boje i mrlje mogu biti ograničene na srednji dio torzalnog područja. Podočnjaci su bez mrlja i obično su žuti ili narančasti kod odraslih, ali mogu biti bijeli ili sivi. Mladunci imaju blijede trbuhe i ponekad plavkaste repove.

## Ponašanje
Mosorska gušterica se može naći na visinama između 450 to 1900 metara, a njezina tipična staništa su vapnenački ili krški krajevi. Javlja se i na smrekama, u otvorenim šumama i oko izvora. Ženke jednom godišnje polažu do oko četiri jaja. Kad se izlegnu, mladunci su dugi do 3 cm.  

## Status
Mosorska gušterica prostrana na manje od 2000 kilometara kvadratnih i javlja se kao niz zasebnih populacija. Opseg njezinog staništa opada zbog sječe šuma te je IUCN ocijenio da je njezin status zaštite "ranjiv".